# Alarm Smogowy
Alarm Smogowy – nazwa społecznego ruchu na rzecz ograniczania emisji zanieczyszczeń do powietrza. W Polsce, ze względu na rosnące zanieczyszczenie powietrza, w ostatnich latach powstało kilkadziesiąt alarmów smogowych. Pierwszym alarmem od którego wywodzi się nazwa ruchu był Krakowski Alarm Smogowy, powołany do życia przez grupę mieszkańców Krakowa w grudniu 2012 r. W ślad za Krakowskim Alarmem Smogowym zaczęły powstawać kolejne alarmy, m.in.:  Dolnośląski Alarm Smogowy – od 2014, Podhalański Alarm Smogowy – od 2014, Jeleniogórski Alarm Smogowy, Opolski Alarm Smogowy, Śląsk Oddycha (wcześniej – Śląski Alarm Smogowy), Warszawski Alarm Smogowy – od 2015 r. W 2015 r. powstał ogólnokrajowy Polski Alarm Smogowy. Polski Alarm Smogowy zrzesza 38 lokalnych alarmów smogowych.